# Arrondissement de Lascahobas
L’Arrondissement de Lascahobas est un arrondissement d'Haïti, subdivision du département du Centre. Il a été créé autour de la ville de Lascahobas qui est aujourd'hui son chef-lieu. Il est peuplé par 153 401 habitants (estimation 2009).
L’arrondissement compte quatre communes :
- Lascahobas
- Belladère
- Savanette
- Baptiste